# اوپو (شاهک)
اوپو (Upu) از شاهکان و پیشوایان قبایل ایرانی در قرن نُهم پیش از میلاد بود و محل حکمرانی او در حاشیهٔ دریاچه ارومیه یا گیلزان باستانی قرار داشت. گیلزان ناحیه مستقلی بوده و ظاهراً بعدها چون تسلط ماننا بر دیگران بسط یافت جزو ماننا یا اورارتو گشت یا میان آن دو تقسیم شد.

## نخستین دورهٔ تهاجم آشور
لشکرکشی‌های قرن نُهم پ م، سلاطین آشور به کوهستان زاگروس از آدادنراری در سال ۹۱۱ پ.م. آغاز شد و این سیاست توسط اخلاف وی همچنان ادامه یافت. آشوریان تا پایان دوران حکومت آشورناسیراپال‌دوّم از قلل مرزی زاگرس نگذشته به نقاط دور دست ایران نفوذ نمی‌کردند؛ ولی بعد از آنکه پایگاه جنگی در زاموآ برای خود ایجاد کردند در جهت سرزمین ماد آینده و دریای خزر تهاجمات سریع به عمل آمد.
سلمنسر سوم هنگام لشکرکشی که در سال ۸۲۸ پ.م. وقوع یافت بسیار پیر و فرسوده بود و به تن خویش در عملیات شرکت نجست و فرماندهی لشکریان آشور را تورتان دایان آشور (سردار دایان‌آشور) به عهده داشت. این بار لشکرکشی متوجه امارات کوچک جلگهٔ زاموآی (ماننا) داخلی بود. نخست دایان‌آشور از درهٔ زاب بزرگ حرکت کرد و به طرف خوبوشکیه واقع در جنوب دریاچه وان رفت و سپس از خاک شخصی بنام ماگدوبو- مالخیس گذشته بسوی جنوب شرقی روی آورد و وارد سرزمین اوآلکی شاه ماننا شد.

### ادامه حملات دایان‌آشور
دایان‌آشور ادامهٔ لشکرکشی را با انحرافات جزئی از مسیر پیشین در سال ۸۲۷ پ.م. تکرار کرد و نخست به سوی زاب بزرگ حرکت کرد و سپس وارد ایالت گیلزان را در کرانهٔ غربی دریاچه ارومیه شد. آشوریان تعدادی دام‌های شاخ‌دار و اسب از گیلزان و پادشاهی‌ها و قبایل مجاور آن تا آندیا بر مسیر سفلای رود قزل‌اوزن به رسم خراج گرفتند و از ماننا و پارسوآ گذشته بسوی نامار سرازیر شدند. در بین راه دژ کوهستانی بوشتو را در مرز ماننا و پارسوآ و چند قلعهٔ دیگر ماننایی را تصرف کرده نامار تار و مار و به آتش و خون کشیده شد در پایان لشکر دایان‌آشور وارد ایالت آشوری زاموآ شدند.
در شرح لشکرکشی‌های ۸۳۴–۸۲۷ پ.م. اراضی مجاور دریاچه ارومیه و پارسوآ تحت حکومت شاهکان بسیار قلمداد شده‌اند. بدین قرار:
- اوپو ------------- حاکم ---- گیلزان
- اوآلکی---------- حاکم ---- ماننا
- شولوسونو ----حاکم ----هارونا احتمالاً ارمنستان
- آرتاسارو ------- حاکم ---- شوردیرا یا شوردیره
- نیک دیارا ------ حاکم ---- آیدا؟
- نیک دیما ------ حاکم ---- نینی (آریدو)

ولی سلطهٔ برخی از این پادشاهی‌ها و ظاهراً پادشاهی اوآلکی و نیک دیارا رفته‌رفته بر دیگران بسط یافت و عوام، تمام اراضی اطراف دریاچهٔ اورمیه و زاموآی‌داخلی را کشور مانناها یعنی بنام قبیله‌ای که در یکی از آن سرزمین‌ها مسکن داشت می‌خواندند